# Kholmogori
Kholmogori (en rus: Холмогоры) és un poble de Baixkíria, a Rússia, que en el cens del 2010 tenia 121 habitants. Pertany al districte de Iermolàievo.